# كانداس لي
كانداس لي (بالإنجليزية: Candace Lee)‏ (12 يوليو 1984 في الولايات المتحدة - ) هي لاعبة كرة طائرة الولايات المتحدة.